# پال رایان
پال دیویس رایان (به انگلیسی: Paul Ryan) (متولد ۲۹ ژانویه ۱۹۷۰)، رئیس ۶۲م و پیشین مجلس نمایندگان ایالات متحده آمریکا است. او نماینده ایالات متحده در کنگرهٔ از حوزهٔ ۱ ویسکانسین است و از سال ۱۹۹۹ در این سمت خدمت می‌کند. او عضو حزب جمهوری‌خواه آمریکا است و دیدگاه‌هایش در زمینهٔ سیاست‌های اقتصادی و پیشنهادهایش برای تغییر در برنامه ملی بیمه اجتماعی آمریکا اغلب مورد توجه رسانه‌ها قرار گرفته‌است. رایان در انتخابات ریاست جمهوری سال ۲۰۱۲، نامزد معاونت میت رامنی، نامزد ریاست‌جمهوری حزب جمهوری‌خواه بود.

## مجلس نمایندگان آمریکا
رایان از ژانویه تا اکتبر ۲۰۱۵ کمیسیون راه و روش‌های مجلس نمایندگان ایالات متحده آمریکا و پیشتر رئیس کمیته بودجه مجلس نمایندگان بود.

### رخدادها و آرای کلیدی
او در سال ۲۰۰۲ به نفع قطعنامه عراق که به جورج دابلیو بوش رئیس‌جمهور وقت آمریکا اجازه اشغال این کشور را می‌داد رای داد. او در سال ۲۰۰۲ به نفع بخش دی مدیکر (بیمه اجتماعی ملی آمریکا) که به خاطر ایجاد کسری بودجه مورد انتقاد است رای داد. پس از ابقای بوش او به دولت بوش برای خصوصی‌سازی تأمین اجتماعی فشار آورد. در ۲۰۰۸ او به نفع وامهای نجات بخش به وال استریت که جنبش چای را به وجود آورد، و وامهای نجات بخش به جی ام و کرایسلر رای داد.

## نامزدی معاونت ریاست جمهوری
میت رامنی، نامزد حزب جمهوری خواه در انتخابات ریاست جمهوری آمریکا، پال رایان، وی را به عنوان گزینه پیشنهادی خود برای معاونت ریاست جمهوری انتخاب کرد که در این انتخابات شکست خوردند